# Horyszów Polski
Horyszów Polski [pronunciación en polaco: /xɔˈrɨʂuf ˈpɔlski/] es un pueblo ubicado en el distrito administrativo de Gmina Sitno, dentro del condado de Zamość, Voivodato de Lublin, en el este de Polonia. Se encuentra a unos 4 kilómetros al sureste de Sitno, a 12 kilómetros al este de Zamość, y a 82 kilómetros al sureste de la capital regional Lublin.